# Schwarzkronen-Seidenäffchen
Schwarzkronen-Seidenäffchen (Callibella humilis)

Link zum Bild

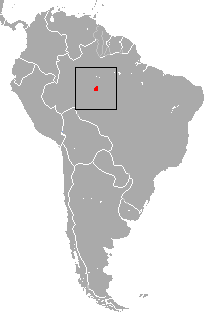
Das Verbreitungsgebiet des Schwarzkronen-Seidenäffchens

Das Schwarzkronen-Seidenäffchen (Callibella humilis) ist eine Primatenart aus der Familie der Krallenaffen (Callitrichidae).

## Merkmale
Schwarzkronen-Seidenäffchen erreichen eine Kopfrumpflänge von 16 bis 17 Zentimetern, eine Schwanzlänge von 22 bis 24 Zentimetern und ein Gewicht von 150 bis 185 Gramm. Sie sind damit nach den Zwergseidenäffchen die zweitkleinsten Krallenaffen und somit die zweitkleinsten Affen. Ihr Fell ist am Rücken olivbraun gefärbt, der Bauch ist goldgelb bis graugelb, die Hände und Außenseiten der Beine sind orange und der lange Schwanz schwarz gefärbt. Namensgebendes Merkmal ist ein schwarzer Haarschopf am Kopf, die Ohren und das Gesicht sind größtenteils unbehaart. Über den Augen befinden sich weiße Augenbrauen.

## Verbreitung und Lebensraum
Schwarzkronen-Seidenäffchen bewohnen ein kleines Gebiet im brasilianischen Bundesstaat Amazonas zwischen dem Rio Madeira und dem Unterlauf des Rio Aripuanã. Ihr Lebensraum ist der Regenwald, häufig sind sie auch in Sekundärwäldern und am Waldrand zu finden, außerdem können auch auf Plantagen und in Gärten vorkommen.

## Lebensweise und Ernährung

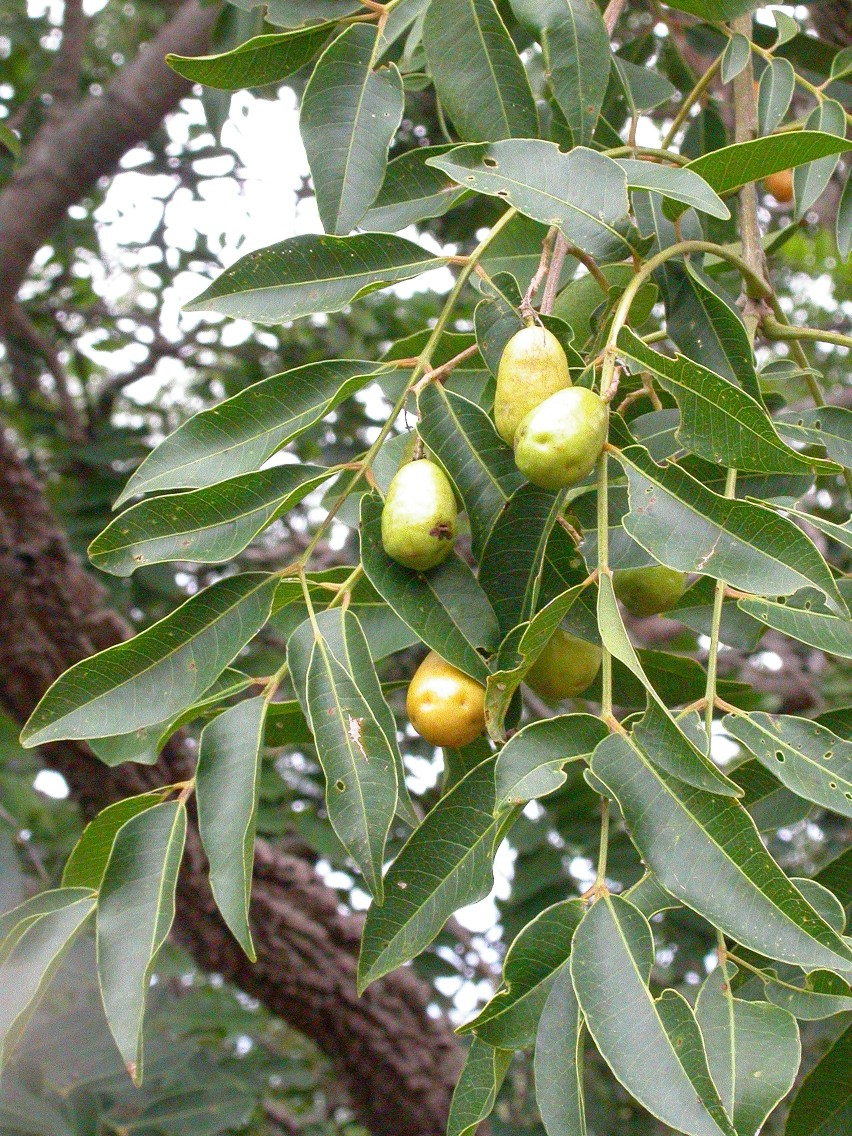
Gelbe Mombinpflaume

Diese Primaten sind wie alle Krallenaffen tagaktiv und verbringen den größten Teil ihres Lebens auf den Bäumen. Sie leben in Gruppen von sechs bis acht Tieren, manchmal schließen sie sich auch zu größeren Verbänden von bis zu 30 Tieren zusammen. Im Gegensatz zu anderen Krallenaffen sind sie nicht territorial.
Wie alle Marmosetten sind sie dank der spezialisierten Zähne im Unterkiefer in der Lage, Löcher in die Baumrinde zu nagen, um so an die Baumsäfte, eine ihrer Hauptnahrungsquellen, zu gelangen. Daneben fressen sie auch Insekten und andere Kleintiere und je nach Jahreszeit auch Früchte. Eine wichtige Quelle für Baumsäfte ist der Baum Schefflera morototoni, Früchte, die gerne gefressen werden, stammen unter anderem von der Gelben Mombinpflaume (Spondias mombin) und von Tapirira guianensis beide aus der Familie der Sumachgewächse, außerdem von Annona mucosa, von Inga edulis und Inga ingoides, vom Jackfruchtbaum, von der Palme Astrocaryum vulgare und vom Kakaobaum Theobroma speciosum.

## Fortpflanzung
Im Gegensatz zu den anderen Marmosetten pflanzen sich bei den Schwarzkronen-Seidenäffchen mehrere Weibchen einer Gruppe und nicht nur das dominante fort. Auch überwiegen Einlingsgeburten, und die von anderen Marmosetten bekannte gemeinsame Fürsorge für die Jungtiere wurde bei ihnen nicht beobachtet – nur die Mutter trägt es.

## Bedrohung
Aufgrund ihres kleinen Verbreitungsgebietes, das nicht geschützt ist, wird die Art von der IUCN als „gefährdet“ (vulnerable) gelistet. Allerdings ist die Art sehr anpassungsfähig, und es sind keine akuten Bedrohungen bekannt. Die Gesamtpopulation wurde 2003 auf rund 10.000 Tiere geschätzt.

## Systematik
Das Schwarzkronen-Seidenäffchen wurde im Jahr 1998 unter dem wissenschaftlichen Namen Callithrix humilis erstbeschrieben. Im Jahr 2003 führten der niederländische Primatologe Marc van Roosmalen und sein Sohn Tomas van Roosmalen für das Äffchen die monotypische Gattung Callibella ein und begründeten dies vor allem mit einer phylogenetischen Analyse beruhend auf einem Vergleich von Teilen der mitochondrialen DNA, außerdem mit einer abweichenden Schädel- und Skelettanatomie und der unterschiedlichen Lebensweise. Einige Wissenschaftler plädierten dafür das Schwarzkronen-Seidenäffchen in die Gattung Mico zu stellen, da es sich morphologisch kaum von anderen Mico-Arten unterscheiden würde. Im Handbook of the Mammals of the World und bei der IUCN wird es weiterhin als Callibella humilis geführt. Das Schwarzkronen-Seidenäffchen nimmt eine basale Stellung im Stammbaum der Seidenaffen ein.